# Macintosh Portable
Macintosh Portable – pierwsze podejście firmy Apple do przenośnego komputera Apple Macintosh zasilanego bateryjnie. Jest to jeden z pierwszych komputerów przenośnych, protoplastów dzisiejszych notebooków.

## Historia
Komputer architekturą odpowiada modelowi Macintosh SE, wyposażony w procesor 68HC000, wersję Motorola 68000 o niskim poborze mocy, pracującym z częstotliwością 16 MHz na szynie taktowanej 16 Mhz.

## Specyfikacja komputera
- Model: M5120
- Procesor: Motorola 68HC000, 16Mhz
- Pamięć RAM: 1 MB, rozszerzalna do 9 MB
- System operacyjny: Mac OS 6.04
- Ekran: LCD, 10-calowy, czarno-biały z aktywną matrycą, rozdzielczość 640 × 400 pikseli
- Urządzenie wejścia: wbudowany trackball
- Złącza:
  - Apple Desktop Bus (ADB),
  - dwa złącza szeregowe,
  - zewnętrzne złącze SCSI,
  - złącze zewnętrznego napędu dyskietek,
  - złącze video.
- Pamięci masowe: wewnętrzny napęd dyskietek 3,5-calowych 1,4 MB, wewnętrzny dysk twardy SCSI o pojemności 40 MB
- Akumulator: kwasowo-ołowiowy (żelowy), 6.5 V, 5 Ah
- Waga: 7,25 kg (16 funtów)
- Cena wraz z dyskiem twardym: 7300 USD